# تشارلز إف. بلير جونيور
تشارلز إف. بلير جونيور (بالإنجليزية: Charles F. Blair, Jr.)‏ هو طيار أمريكي، ولد في 19 يوليو 1909 في بوفالو في الولايات المتحدة، وتوفي في 2 سبتمبر 1978 في سانت توماس في الولايات المتحدة.